# Europawahl in Irland 1984
Die Europawahl in Irland 1984 fand am 14. Juni als Teil der EU-weiten Europawahl 1984 statt. Sie war die zweite Wahl zum Europäischen Parlament.

## Ausgangslage

### Scheidendes Parlament
| Fraktion                       | Fraktion                                                                                             | Mandate | Partei | Partei       | Mandate |
| ------------------------------ | --- | ------- | ------ | ------------ | ------- |
|                                | Fraktion der Europäischen Demokraten für den Fortschritt                                             | 5 / 15  |        | Fianna Fáil  | 5 / 15  |
|                                | Fraktion der Europäischen Volkspartei                                                                | 4 / 15  |        | Fine Gael    | 4 / 15  |
|                                | Fraktion der Sozialdemokratischen Partei Europas                                                     | 4 / 15  |        | Labour Party | 4 / 15  |
|                                | Liberale und Demokratische Fraktion                                                                  | 1 / 15  |        | Unabhängige  | 1 / 15  |
|                                | Fraktion für die technische Koordinierung und Verteidigung der unabhängigen Gruppen und Abgeordneten | 1 / 15  |        | Unabhängige  | 1 / 15  |
|                                | |         |        |              |         |
| Quelle: Europäisches Parlament | |         |        |              |         |

## Ergebnis
| Listen                                                           | Listen                    | Stimmen   | %    | +/-  | Mandate | +/- |
| ---------------------------------------------------------------- | ------------------------- | --------- | ---- | ---- | ------- | --- |
|                                                                  | Fianna Fáil               | 438.946   | 39,2 | +4,5 | 8       | +3  |
|                                                                  | Fine Gael                 | 361.034   | 32,2 | –0,9 | 6       | +2  |
|                                                                  | Labour Party              | 93.656    | 8,4  | –6,2 | –       | –4  |
|                                                                  | Sinn Féin                 | 54.672    | 4,9  | N/A  | –       | N/A |
|                                                                  | Workers’ Party of Ireland | 48.449    | 4,3  | +1,0 | –       | ±0  |
|                                                                  | Fianna Fáil Neamhspleách  | 32.504    | 2,9  | –3,2 | –       | –1  |
|                                                                  | Green Party               | 5.242     | 0,5  | Neu  | –       | Neu |
|                                                                  | Unabhängige               | 85.913    | 7,7  | –0,6 | 1       | +1  |
| Gesamt                                                           | Gesamt                    | 1.120.416 | 100  |      | 15      | –   |
|                                                                  |                           |           |      |      |         |     |
| Quellen: Elections Ireland: Dublin, Leinster, Munster, C. Ulster |                           |           |      |      |         |     |

## Fraktionen im Europäischen Parlament
| Partei                         | Partei      | Mandate | Fraktion |
| ------------------------------ | ----------- | ------- | -------- |
|                                | Fianna Fáil | 8 / 15  | RDE      |
|                                | Fine Gael   | 6 / 15  | EVP      |
|                                | Unabhängige | 1 / 15  | LDR      |
|                                |             |         |          |
| Quelle: Europäisches Parlament |             |         |          |